# Йохан Георг Фридрих фон Айнзидел
Йохан Георг Фридрих фон Айнзидел (на немски: Johann Georg Friedrich Graf von Einsiedel; * 18 декември 1730, Дрезден; † 21 юни 1811, Райберсдорф, Богатиня, Полша) е граф от саксонския благороднически род Айнзидел и саксонски държавник.

## Биография
Той е по-големият син на дворцовия маршал имперски граф Йохан Георг фон Айнзидел (1692 – 1760) и втората му съпруга графиня Шарлота фон Флеминг (1704 – 1758), дъщеря на саксонския генерал граф Йоахим Фридрих фон Флеминг (1665 – 1740) и Кристиана Шарлота фон Вацдорф († 1738). Брат му Детлев Карл (1737 – 1810) също е саксонски кабинет-министър.
Йохан Георг Фридрих учи и следва в университета в Лайпциг (1741 – 1748) и започва млад държавна служба в Курфюрство Саксония. От 1748 г. той е дипломат в Санкт Петербург. През 1763 г. е саксонски пратеник в английския двор в Лондон.
През 1763 г. курфюрст Фридрих Кристиан го прави кабинет-министър и държавен секретар по вътрешните работи. След смъртта на курфюрста той е уволнен от администратора Ксавер през 1766 г. Йохан Георг Фридрих се оттегля в своето господство.
През 1777 г. той дава на брат си граф Детлев Карл своята половина от господството Саатхайн (част от Рьодерланд). От 1782 г. той е в „братската община“ в Хернхут.
Йохан Георг Фридрих фон Айнзидел умира на 80 години на 21 юни 1811 г. в Райберсдорф, част от Богатиня в Полша.

## Фамилия
Йохан Георг Фридрих фон Айнзидел се жени на 17 септември 1766 г. в Бауцен за Елеонора Хенриета фон Поникау (* 23 декември 1733; † 21 октомври 1806, Райберсдорф), вдовица на саксонския министър граф Николаус Вилибалд фон Герздорф (* 28 март 1713; † 8 март 1765), дъщеря на саксонския камера-съветник Йохан Адолф фон Поникау и Каролина София фон Цемен. Те имат децата:
- Георг фон Айнзидел (* 5 август 1767, Милкел; † 3 април 1840, Дрезден), саксонски таен съветник и пратеник в Петербург
- Хайнрих или Херман фон Айнзидел (* 19 август 1768, Милкел при Бауцен; † 25 май 1842, Герздорф), камерхер, женен на 6 юни 1810 г. за Ернестина фон Варнсдорф (* 9 септември 1788; † 2 декември 1852)
- Шарлота София фон Айнзидел (* 12 ноември 1769, Дрезден; † 2 април 1855, Хернхут)